# یواس‌اس جان سی. باتلر (دی‌ئی ۳۳۹)
یواس‌اس جان سی. باتلر (دی‌ئی ۳۳۹) (به انگلیسی: USS John C. Butler (DE-339)) یک کشتی بود که طول آن ۳۰۶ فوت (۹۳ متر) بود. این کشتی در سال ۱۹۴۳ ساخته شد.